# Raimondo Boucheron

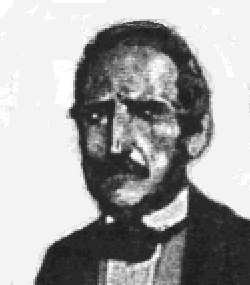
Raimondo Boucheron

Raimondo Boucheron (* 15. März 1800 in Turin; † 28. Februar 1876 in Mailand) war ein italienischer Komponist, der in erster Linie geistliche Musik schrieb.

## Leben
Boucheron wirkte eine Zeit lang als Maestro di Cappella im Mailänder Dom.
Zu Lebzeiten war Boucheron vor allem für das Lied Inno per le cinque giornate berühmt.
Heute ist er als einer der Mitarbeiter an der Messa per Rossini bekannt, für die er das Confutatis und das Oro Supplex der Sequenz schrieb.

## Musikalische Hauptwerke
- Gran Messa a otto voci con orchestra (1825)
- Gran sinfonia per orchestra (1828)
- Messa da requiem a tre voci con orchestra (1829)
- Grande Messe de requiem dédiée à A. de la Fage a quattro e cinque voci con orchestra (1840–1874)
- Messa da requiem (28. Juli 1860, „per la commemorazione di Carlo Alberto di Savoia“)
- Miserere a quattro voci, con archi e arpa (1873)
- Inno per le cinque giornate di Milano (testo di Pasquale Contini)[3][4]

## Traktate
- Filosofia della musica o estetica applicata a quest’arte (Mailand, 1842; seconda edizione 1875). In quest’opera si affronta la teoria del bello in musica, poi si tratta dei caratteri degli strumenti, della voce, della tonalità, di musica di chiesa e di teatro.
- La scienza dell’armonia spiegata dai rapporti dell'arte coll’umana natura (Mailand, 1856)
- Esercizi d’armonia in 42 partimenti numerati (Mailand, 1871)
- Corso elementare completo di lettura musicale in brevi solfeggi